# Arwad
Arwad (àrab: أرواد, Arwād) coneguda abans com a Arado (grec antic: Άραδο), Arados (grec antic: Άραδος), Arphad i Antiochia in Pieria (grec antic: Αντιόχεια της Πιερίας) és una ciutat i port a Síria situada a una illa a la costa del mediterrani.
En els temps passats fou una ciutat fenícia que posteriorment va tenir certa importància durant les croades.

## Història
Fou fundada per gent de Sidó exiliats i va ser independent amb els seus propis reis governant també una part de les terres a la costa entre Paltus i Simyra. En temps del profeta Ezequiel era aliada de Tir. Els soldats d'Arados van combatre amb Egipte a la batalla de Kadesh (1299 aC). El segle viii aC fou ocupada pels assiris; el 625 aC va esdevenir independent i tot seguit fou dominada pels babilonis el 604 aC; els perses la van ocupar el 539 aC i va participar en la batalla de Salamina contra els grecs el 480 aC.
Va pertànyer a Pèrsia amb la resta de Fenícia fins a la conquesta d'Alexandre el Gran. En aquest moment el rei Gerostrat d'Arados, servia a la flota persa amb Autofradates, i el regent era el seu fill Estrató d'Arados, que es va sotmetre a Alexandre. Gerostratos va passar al servei dels macedonis i els va ajudar en el setge de Tir. Va passar tot seguit als làgides o ptolomeus vers el 320 aC junt amb Fenícia i Celesíria.
La seva riquesa va augmentar amb els selèucides (després del 301 aC) i el 259 aC Arados va dominar una federació de ciutats de la rodalia (Gabala, Karne, Marathos i Simyra) sempre sota sobirania selèucida, i va obtenir drets d'asil de Seleuc II Cal·línic el 242 aC, al que Arados va ajudar contra Antíoc Hierax. Va guanyar més independència, fins i tot potser total durant la guerra entre Ptolemeu II Filadelf i Antíoc II Theós, però, Antíoc el gran la va obligar a entrar en aliança amb ell.
Finalment, Antíoc IV Epífanes la va sotmetre altra vegada a la seva tornada d'Egipte. A la guerra entre Antíoc VIII Grypos i Antíoc IX Cyzicenos, Arados va donar suport al darrer. Antíoc X Eusebi, fil de Seleuc, la va agafar com a part del territori que va dominar (junt amb altres ciutats) fins que Arados es va sotmetre a Tigranes II d'Armènia en una data desconeguda possiblement entre el 80 aC i el 70 aC. El 64 aC Síria va esdevenir província romana i Arados fou inclosa dins la província. Amb els romans va perdre la seva importància comercial, essent beneficiada Antaradus (Tartus)
Sota Constant II, fou destruïda per les forces àrabs enviades pel Califa Umar i la població deportada. La ciutat no fou restaurada. L'illa va tenir certa importància durant les croades, ja que era l'única illa de Síria a uns 3 km de Tartus.
Durant els anys 1299-1302, el Gran Mestre del Temple, fra Jacques de Molay, la va convertir en el punt de partida d'expedicions que, en aliança amb el rei d'Armènia, Hethum "el menoret", i amb el Gran Khan Ghazan, reconquerissin el regne de Jerusalem. Malgrat que, efectivament, en 1299 el Khan i Hethum II van derrotar l'exèrcit egipci del soldà Muhàmmad an-Nàssir i ocupar breument Jerusalem, els templers no van aconseguir contactar amb aquest exèrcit, i la contraofensiva dels mamelucs egipcis va ocupar Arwad l'any 1302 (Emir Said al-Dihn Zarrak). Els caps templers de la guarnició van morir (Barthelemy de Quincy, Hug d'Empúries…) o van ser capturats, com fra Dalmau de Rocabertí, al qual va intentar rescatar al llarg dels següents tretze anys el rei Jaume el Just, a través d'ambaixades com ara les d'Eymeric d'Usall (1303-1304, 1305-1306).
Les fortaleses templàries de l'illa van ser reforçades pels otomans, fins a esdevenir presons durant l'època de domini colonial francès.

## Reis
- Ayab, segle xv aC
- Milkuli, meitat del segle ix aC
- Matan Baal I, meitat del segle ix aC
- Mut-baal (Matan Baal I ?), meitat del segle ix aC
- Abdiliti,, meitat del segle viii aC
- Avd Ilihit (Abdiliti ?) vers 701 aC
- Matan Baal II vers 680 aC
- Ikkilu, vers 660 aC
- Iakinlu, vers el 650 aC
- Abimilki ben Iakinlu, vers 640 aC
- Ahimilki ben Iakinlu, vers 640 aC
- Azibaal 604 aC
- Strato vers 335 aC
- Gerostratos vers 335 aC